# XXXVII Krajowy Festiwal Piosenki Polskiej w Opolu
37. Krajowy Festiwal Piosenki Polskiej w Opolu – edycja z 2000 r. Po raz pierwszy odbył się plebiscyt i koncert Superjedynek. Zorganizowały je TVP 1 i RMF FM. Wykonawcy byli nagradzani za muzyczne osiągnięcia w ciągu 12 miesięcy poprzedzających imprezę. Zespołom akompaniował zespół Kukla Band pod dyrekcją Zygmunta Kukli.

## Koncert „Premiery 2000”
- Koncert odbył się 22 czerwca 2000, nietypowo w czwartek (Boże Ciało).
- Prowadzący: Artur Orzech oraz wprowadzenie do koncertu Kabaret Rak.

1. Kabaret Rak – Straż miejska (poza konkursem)

- Bądź tu – Andrzej Rybiński (11. miejsce)
- Kobieta jest jak księżyc – Kasia Cerekwicka (6. miejsce)
- Na planecie pełnej ludzi – Poluzjanci wokal Kuba Badach (7. miejsce)
- Busola – Kasia Rodowicz (8. miejsce)
- Żyj tylko chwilą – De Mono (4. miejsce)
- Rycerz przegranych spraw – Grażyna Łobaszewska (9. miejsce)
- Czy to widzisz – Maciej Balcar (10. miejsce)
- Na granicy – Lady Pank (3. miejsce)
- Lustro szlocha – Bożena Zalewska (12. miejsce)
- Zapomnieć – Robert Chojnacki & Tomek Zabiegałowski (5. miejsce)
- Za-czekam – Mietek Szcześniak (2. miejsce)
- Bal wszystkich świętych – Budka Suflera (1. miejsce)

1. Głosowanie jury – przyznawanie punktów () – miejsca wg niniejszego głosowania
2. Budka Suflera – Bal wszystkich świętych NAGRODA JURY w Oddziałach Terenowych TVP S.A., NAGRODA PUBLICZNOŚCI w głosowaniu audiotele
3. Beata Kozidrak i Bajm – (składanka przebojów)
  - Dwa serca, dwa smutki
  - Siedzę i myślę
  - Lola, Lola – (premiera w Opolu)
  - Ta sama chwila
  - Biała armia (na bis)

## Kabareton „A to... kabaret właśnie czyli gwiazdozbiór Dańca”
- Koncert odbył się 22 czerwca 2000 w czwartek (Boże Ciało).
- Prowadzący: Maciej Orłoś

1. Marcin Daniec
2. Krzysztof Daukszewicz
3. Maciej Stuhr
4. Grzegorz Turnau (w tej roli Maciej Stuhr w przebraniu)
5. Ryszard Rynkowski
6. Jerzy Kryszak

źródło: youtube
.

## Koncert „Mikrofon i ekran” cz. I
- Koncert odbył się 23 czerwca 2000.
- Prowadzący: Artur Orzech

- Wystąpili artyści którzy obchodzili jubileusze działalności artystycznej:

1. Eleni – 25-lecie działalności artystycznej (składanka przebojów) m.in.
  - Troszeczkę ziemi, troszeczkę słońca
  - Do widzenia mój kochany
2. Robert Chojnacki z zespołem – akustycznie Zapomnieć Nagroda dziennikarzy
3. B.Cool – II wyróżnienie w Debiutach (tylko odebranie nagrody)
4. Elektryczne Gitary – 10-lecie działalności artystycznej (składanka przebojów) m.in.
  - Co ty tutaj robisz?
  - Kiler
  - Co powie ryba?
5. Budka Suflera – Bal wszystkich świętych; Nagroda Polskiego Radia Programu 1; Premiery konkurs audiotele
6. Dorota Osińska – II wyróżnienie w Debiutach; Miss Obiektywu Nagroda specjalna: sesja nagraniowa (tylko odebranie nagrody)
7. Sambor Dudziński – I wyróżnienie w Debiutach; Nagroda specjalna: sesja nagraniowa (tylko odebranie nagrody)
8. Dżem – 20-lecie działalności artystycznej (składanka przebojów)
  - Wehikuł czasu
  - Być albo mieć
  - Lunatycy
  - Whisky
9. Grejfrut wokal Bartłomiej Świderski – Gaj Nagroda im. Anny Jantar w Debiutach
10. Ewa Bem – 30-lecie działalności artystycznej (składanka przebojów)
  - Moje serce to jest muzyk
  - Pomidory
  - I co z tego masz
  - Wyszłam za mąż zaraz wracam
  - Może być jeszcze gorzej
  - Żyj kolorowo
11. Ewa Bem i Andrzej Piaseczny – Pół ciebie, pół mnie
12. Budka Suflera – Bal wszystkich świętych; Nagroda w konkursie Premier

## Koncert „SuperJedynki 2000” - Mikrofon i ekran cz.II
- Koncert odbył się 23 czerwca 2000.
- Prowadzący: Iwona Schymalla i Tomasz Kammel
- Była to historyczna 1 edycja plebiscytu.

Zwycięzcy: 
- Najlepsza wokalistka – Kayah
- Przebój roku – „Śpij kochanie, śpij” – (Kayah i Goran Bregović)
- Najlepsza płyta popowa – „Kayah i Bregović” – (Kayah i Goran Bregović)
- Najlepszy teledysk – „Prawy do lewego” – (Kayah i Goran Bregović)
- Najlepszy zespół – Budka Suflera
- Najlepszy wokalista – Krzysztof Cugowski
- Najlepsza płyta rockowa – „Pieprz” zespołu O.N.A.
- Najlepsza płyta taneczna – „1999” – Stachursky
- Najlepszy debiut – zespół Brathanki
- Wydarzenie roku – występ Enrique Iglesiasa

## Debiuty
Nagroda im. Anny Jantar za debiut:
- 1. miejsce zespół Grejfrut
- 2. wyróżnienie Sambor Dudziński
- 3. wyróżnienie ex-aequo Dorota Osińska i zespół B.Cool

Nagroda Programu 1 Polskiego Radia S.A.: za debiut, w postaci prawa do bezpłatnej sesji nagraniowej: Sambor Dudziński i Dorota Osińska.

## Inne nagrody
- Nagroda Dziennikarzy dla Roberta Chojnackiego z zespołem.
- Miss Obiektywu – Dorota Osińska.
- Nagroda Prezesa TVP dla Maryli Rodowicz.

## Grand Prix
Otrzymał zespół Budka Suflera za całokształt 30-lecia działalności artystycznej.